# Horst Mertens
Horst Mertens (* 9. März 1941 in Drewitz) ist ein ehemaliger deutscher Politiker (DVU). Er war von 1998 bis 2002 Mitglied im Landtag Sachsen-Anhalt.

## Ausbildung und Leben
Horst Mertens besuchte die Volksschule bis 1955 und anschließend die landwirtschaftliche Berufsschule bis 1957. Bis zur Zwangskollektivierung im Jahre 1960 war er im elterlichen landwirtschaftlichen Betrieb als Landarbeiter tätig. 1960 bis 1961 war er Lagerarbeiter, bis 1965 Siloarbeiter. 1966 Kraftfahrer und 1966 bis 1977 Maschinenarbeiter. Anschließend arbeitete er bis 1996 als Forstarbeiter. Nach einer Umschulung zum Pflasterer war er 1997 bis 1998 als Gemeindearbeiter (ABM) tätig.
Horst Mertens ist ledig und wohnt in Reesdorf.

## Politik
Horst Mertens wurde bei der Landtagswahl in Sachsen-Anhalt 1998 über die Landesliste in den Landtag gewählt. Im Landtag war er Mitglied Ausschuss für Ernährung, Landwirtschaft und Forsten. Zur Landtagswahl 2002 trat er nicht mehr an.